# Achille Silvestrini
Achille Silvestrini   (Brisighella, 25 d'octubre de 1923 - Ciutat del Vaticà, 29 d'agost de 2019) fou un cardenal italià de l'Església Catòlica. Va ser un dels diplomàtics més preeminents de la Santa Seu durant el regnat del Papa Joan Pau II. Va ser Prefecte de la Congregació per a les Esglésies Orientals entre el 1991 i el 2000.

## Biografia
Educat a Roma, Silvestrini esdevingué prevere el 1946, i durant diversos anys continuà la seva educació a Roma amb estudis de teologia, dret i història de l'Església, i començà una llarga carrera a la Secretaria d'Estat. En morir Pius XII ja era un funcionari conegut, i després de l'elecció de Joan XXIII al 1958 Silvestrini esdevingué secretari administratiu de Domenico Tardini i Amleto Giovanni Cicognani. Sota el regnat de Pau VI continuà com a secretari administratiu de Jean-Marie Villot, i la seva experiència va ser benvinguda quan Joan Pau II esdevingué Papa el 1978.

### Bisbe i diplomàtic
Silvestrini esdevingué arquebisbe titular de Novaliciana el 27 de maig de 1979, rebent la consagració del mateix Joan Pau II i sent co-consagrat per dues altres figures que tindrien papers importants en l'administració del llarg regnat de Joan Pau II: Eduardo Martínez Somalo i Duraisamy Simon Lourdusamy.
Durant els cinc anys següents se centra en la renovació dels Tractats del Laterà en el seu cinquantè aniversari, i les seves habilitats diplomàtiques li permeteren signar un tractat que mostrava la ràpida secularització que havia patit Itàlia des dels anys 1960.
Va participar en la realització de diversos concordats entre el Vaticà, notablement a la guerra de les Malvines el 1982 i la guerra de Nicaragua poc després. A més, va ser representant de la Santa Seu a Madrid a la reunió per a la seguretat i la cooperació a Europa (1980-83); Malta (1981); El Salvador (1983); Polònia (maig de 1983); Haití (1984); a Estocolm com a cap de la representació de la Santa Seu a la sessió inaugural de la conferència sobre desarmament a Europa (1984); a Hèlsinki per la celebració del desè aniversari de la signatura de l'Acta Final de la Conferència per a la seguretat i la cooperació a Europa; a Malta per la definició d'un acord sobre les escoles eclesials (1985); Líban i Síria (1986), Malta, per l'examen de les relacions entre l'Església i l'Estat (1986) i Polònia de nou (1987).

### Cardenal
El 28 de juny de 1988 Silvestrini va ser recompensat pels seus serveis amb la birreta cardenalícia, esdevenint cardenal diaca de San Benedetto fuori Porta San Paolo. Entre 1988 i 1991 va ser Prefecte del Tribunal Suprem de la Signatura Apostòlica; a continuació esdevingué Prefecte de la Congregació per a les Esglésies Orientals i Gran Canceller del Pontifici Institut Oriental entre 1993 i el 2000. va ser President Delegat de l'Assemblea Especial pel Líban del Sínode de Bisbes (1995).
El 1999 Silvestrini va ser el representant papal al funeral del rei Hussein I de Jordània. Es retirà del seu càrrec de Prefecte un any després.
Al seu ministeri sacerdotal es dedicà als joves de Vila Natzaret, fundada el 1945 pel cardenal Tardini. Des de 1969 animà la comunitat formada per un grup d'antics estudiants i simpatitzants. A partir d'aquí, el 1986 creà la Fundació "Domenico Tardini Comunità", que s'ha encarregat de la gestió i la responsabilitat de les activitats formatives de la Fundació Sagrada Família de Natzaret.

## Eleccions papals
Quan començaren les especulacions sobre qui succeiria a Joan Pau II a mitjans dels anys 1990, Silvestrini era un nom popular entre els observadors liberals, car era vist un home d'un estil més moderat, com Pau VI, més que no pas de la línia dura de Joan Pau II. No obstant, la seva edat ha estat un obstacle a ulls dels observadors vaticans.
Quan a l'octubre de 2003 va complir els 80 anys i perdé el dret a participar en cap conclave, Silvestrini va ser conegut, juntament amb el cardenal Giovanni Cheli, com el crític més ferotge a la norma que limitava l'edat en el conclave de 2005. Finalment, Silvestrini ni tan sols participà en discussions prèvies al conclave.

## Defunció
Silvestrini morí a casa seva de la Ciutat del Vaticà el 29 d'agost de 2019.

## Obres
- Achille Silvestrini. A Pilgrim Pope: Messages for the World.  Andrews McMeel Publishing, 2012. ISBN 9781449441296.
- Achille Silvestrini. Human Rights in the Teaching of John Paul II.  Le Monnier, 1987. ISBN 9788800874144.
- Achille Silvestrini, Pio Laghi, Luigi Amaducci. Guido Maria Conforti: Dalla nomina e consacrazione alla presa di possesso.  Libreria editrice vaticana, 1992.
- Franco Teodori, Achille Silvestrini, Pio Laghi, Luigi Amaducci. Guido Maria Conforti: arcivescovo di Ravenna.  Libreria editrice vaticana, 1992.
- Franco Teodori, Achille Silvestrini, Pio Laghi, Luigi Amaducci. Guido Maria Conforti: Da Ravenna alla città della croce (Stauropoli).  Libreria editrice vaticana, 1994.
- Domenico Sgubbi, Achille Silvestrini. Diocesi e cultura cattolica nella storia de Faenza.  Litografica, 1991.
- Achille Silvestrini. S. Francesco e S. Caterina, patroni d'Italia: ricordi e riflessioni.  Cantagalli, 1990.

## Honors
Gran Creu de Cavaller de l'orde al Mèrit de la República Italiana – 4 d'octubre de 1985
 Gran Creu de l'orde de Crist (Portugal) - 1981
 Gran Creu de l'orde de l'infant Dom Henrique – 20 de febrer de 1991